# Briza marcowiczii
Briza marcowiczii är en gräsart som beskrevs av Jurij Nikolajevitj Voronov. Briza marcowiczii ingår i släktet darrgrässläktet, och familjen gräs. Inga underarter finns listade i Catalogue of Life.